# Giriviller
Giriviller település Franciaországban, Meurthe-et-Moselle megyében. Lakosainak száma 71 fő (2022. január 1.). Giriviller Essey-la-Côte, Mattexey, Remenoville, Seranville, Vennezey, Clézentaine és Haillainville községekkel határos.

## Népesség
A település népességének változása:
| Lakosok száma | 65   | 45   | 40   | 73   | 75   | 71   | 70   | 70   | 70   | 71   |
|               | 1968 | 1982 | 1990 | 2006 | 2013 | 2015 | 2017 | 2019 | 2020 | 2022 |